# Desa Pagedangan (administrativ by i Indonesien, Jawa Tengah, lat -6,94, long 109,12)
Desa Pagedangan är en administrativ by i Indonesien.   Den ligger i provinsen Jawa Tengah, i den västra delen av landet, 260 km öster om huvudstaden Jakarta.